# John Bracken
John Bracken, född 22 juni 1883, död 18 mars 1969, var en kanadensisk politiker.

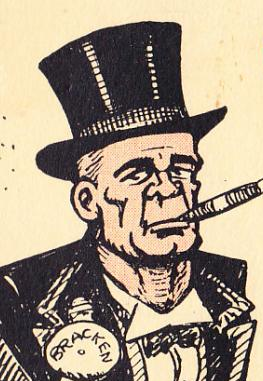
1945.

Bracken var ursprungligen professor i åkerbrukslära vid universitetet i Manitoba. Från början av 1920-talet var han den ledande konservative politikern i Manitobas lagstiftande församling och dess premiärminister 1922-1942. Från 1942 var han medlem av förbundsstatens underhus och var där ledare för det konservativa partiet, senare kallat Progressiva konservativa partiet.